# NGC 162
NGC 162는 안드로메다자리 방향에 있는 항성이다.

## 같이 보기
- 이중성
- 신판일반목록 천체 목록